# Municipio de Bay Mills
El municipio de Bay Mills (en inglés: Bay Mills Township) es un municipio ubicado en el condado de Chippewa en el estado estadounidense de Míchigan. En el año 2010 tenía una población de 1477 habitantes y una densidad poblacional de 5,82 personas por km².

## Geografía
El municipio de Bay Mills se encuentra ubicado en las coordenadas 46°25′24″N 84°44′52″O / 46.42333, -84.74778. Según la Oficina del Censo de los Estados Unidos, el municipio tiene una superficie total de 253.65 km², de la cual 167,62 km² corresponden a tierra firme y (33,92 %) 86,03 km² es agua.

## Demografía
Según el censo de 2010, había 1477 personas residiendo en el municipio de Bay Mills. La densidad de población era de 5,82 hab./km². De los 1477 habitantes, el municipio de Bay Mills estaba compuesto por el 42,18 % blancos, el 0,2 % eran afroamericanos, el 50,44 % eran amerindios, el 0,2 % eran asiáticos, el 0,41 % eran isleños del Pacífico y el 6,57 % eran de una mezcla de razas. Del total de la población el 0,34 % eran hispanos o latinos de cualquier raza.